# Arquitectura andina
La arquitectura andina es el estilo distintivo de los países que forman parte de la cordillera andina, desarrollada por las diversas culturas prehispánicas a lo largo de Venezuela, Chile, Ecuador, Perú, Bolivia, Colombia y el noroeste Argentino durante los siglos XIV y XV, aunando elementos iconográficos emblemáticos.
En la arquitectura andina es importante tomar en cuenta la nacionalización de la Cosmovisión, la misma que determina los espacios en función del paso del sol, dando de esta manera el sentido de espacialidad, tomando como referencia al ÑAUPA PACHA (norte del mundo andino; este del mundo occidental.- Lozano, Alfredo.- Cusco Cosqo, Modelo Simbólico de la Cosmología Andina 1990.
El extenso uso del adobe y madera en las áreas costeras, así como el uso de piedras labradas y adosadas en las áreas de cordillera y el manejo de los niveles y la andenería como parte de la contextualización orgánica de la obra con el entorno, han sido marcas indiscutibles de la arquitectura andina.
El más famoso ejemplo de esta arquitectura es Machu Picchu, la "ciudad perdida", de la cultura inca y redescubierto por el arqueólogo Hiram Bingham en 1911.

## Los Espacios o Las Canchas de la Cosmovisión Andina
Para entender la concepción andina dentro del plano arquitectónico ha sido necesario realizar una breve síntesis acerca del espacio, y percepción de los pueblos originarios del mundo Abya Yala (actual América).
El sentido del espacio andino se divide en tres planos que son el vertical, el horizontal y el aureolar, este espacio tiene una "kancha" o lugar en común conocido como el "kay pacha" o núcleo, este espacio como el Ordenador de Vida (SUMAK KAWSAY) es el eje de los planos horizontal, vertical y aureolar y que por ende tiene un valor energético que influencia el pensamiento de los RUNAS (gente del mundo andino).

### Canchas o espacios

#### Chakana o plano horizontal
Este plano horizontal nos muestra cómo se sitúan los campos energéticos con relación al ciclo solar, es decir, los solsticios y equinoccios, es aquí donde se marca ÑAUPA PACHA (Norte Andino que representa lo universal y lo milenario de los pueblos indígenas de los andes centrales (América del Sur) en la lengua quechua chakana significa cuatro escaleras, posee la forma de una cruz cuadrada y escalonada con doce puntas, hace referencia al sol, la luna, la cosmovisión simbolizando la unión entre lo bajo, lo medio, y lo alto.

#### Sikis o plano vertical
Las sikis o bases, rigen la escala del poder en la sociedad precolombina; es decir, empezando por un ser superior, el gobierno y el pueblo. Esta jerarquía es similar a la de otras culturas y hasta hoy, en muchas de ellas, se mantiene vigente.

#### Paccha o plano áureo (virtual)
Paccha es el espacio paralelo y el tiempo. Este plano es el resumen de los dos anteriores. 
El núcleo o "kay paccha" es el espacio vivo, el presente, es la esencia de todo lo que se construye en la cultura andina.